# Мулиш, Харри
Харри Мю́лис (Мюлиш, Мулиш нидерл. Harry Mulisch, 29 июля 1927, Харлем — 30 октября 2010, Амстердам) — нидерландский писатель. Вместе с В. Ф. Хермансом и Герардом Реве, он считается одним из «большой тройки» послевоенной нидерландской литературы. Он опубликовал романы, пьесы, эссе, стихи и философские размышления.

## Биография
Мюлис родился в Харлеме и жил в Амстердаме с 1958 года, после смерти своего отца в 1957 году. Отец Мюлиса происходил из Австро-Венгрии и переехал в Нидерланды после Первой мировой войны. Во время немецкой оккупации во Вторую мировую войну, он работал в немецком банке, который также хранил конфискованные сбережения евреев. Мать Мюлиса Алиса Шварц была еврейкой. Мюлис и его мать избежали высылки в концентрационный лагерь благодаря сотрудничеству отца Мюлиса с нацистами. Из-за этих необычных обстоятельств своей биографии, Мюлис утверждал, что он «и есть Вторая мировая война». Мюлис в основном был воспитан служанкой своих родителей Фридой Фалк.
Основной темой в его произведениях является Вторая мировая война. Поскольку подростковый период Мюлиса прошёл во время войны, она оказала решающее влияние на его жизнь и работу. В 1963 году он написал документальный труд о деле Эйхмана: «Дело 40/61». Основными романами, посвящёнными Второй мировой войне, являются «Покушение», «Каменное ложе» и «Зигфрид». Кроме того, Мюлис часто включает в свои произведения античные мифы и легенды, происходящие из греческой мифологии (в «Элементах»), еврейского мистицизма (в «Открытии небес» и «Процедуре»), политики (Мюлис — социалист, когда-то защищавший Фиделя Кастро, написавший книгу о Кубинской революции и оперу о Че Геваре), а также «городских легенд». Он любит выставлять напоказ свои обширные знания.
В послевоенной литературе Нидерландов часто говорят о «большой тройке», подразумевая В. Ф. Херманса, Герарда Реве и Харри Мюлиса. Мулиш в шутку стал называть себя после смерти Херманса и прогрессирующего слабоумия Реве «большой единицей»(нидерл. «de grote Eén»).
Мюлис приобрёл международную известность с выходом фильма «Нападение» (нидерл. «De Aanslag») в 1986 году, основанного на его одноимённой книге. Фильм получил призы «Оскар» и «Золотой Глобус», и был переведён на более чем двадцать языков. Роман «Открытие небес» («De ontdekking van de Hemel») был экранизирован Еруном Краббе в 2001 году (в главной роли Стивен Фрай). Среди всех полученных им наград самой важной является Нидерландская литературная премия («Prijs der Nederlandse Letteren»), полученная в 1995 году за совокупность литературных достижений.
Ряд стихотворений Мюлиса положен на музыку Петером Схатом.
В последние годы Мюлис часто высказывался в поддержку нидерландской Партии защиты животных

## Труды
- На свадьбе с Шурдье ВуденбергSiegfried (Зигфрид. Чёрная идиллия, 2001, роман) ISBN 3-446-20090-8

Перевод: Зигфрид. Чёрная идиллия. М. : Текст, 2003. 205, [1] с. ISBN 5-7516-0332-X.
- Het Theater, de Brief en de Waarheid (2000, новелла)
- De Procedure (Процедура, 1999, роман) ISBN 3-446-19692-7
- De Ontdekking van de Hemel (Открытие небес, 1992, роман) ISBN 3-446-17377-3
- De Elementen (Элементы, 1988, роман) ISBN 3-499-13114-5
- De Pupil (Зрачок, 1987, роман) ISBN 3-446-15396-9
- Hoogste Tijd (Самое время, 1985, роман) ISBN 3-499-23334-7
- De Aanslag (Покушение, 1982, Roman) ISBN 3-499-22797-5

Перевод: Расплата. М. : Радуга, 1995. 238 с. ISBN 5-05-004327-1.
- Opus Gran (1982, стихи)
- Oude Lucht (1977, рассказы)
- Kind en Kraai (1975, стихи)
- Twee Vrouwen (Две женщины, 1975, роман) ISBN 3-499-22659-6
- Tegenlicht (1975, стихи)
- Mijn Getijdenboek (1975, автобиография)
- De vogels (1974, стихи)
- Woorden, woorden, woorden (1973, стихи)
- Het seksuele bolwerk, Zin en waanzin van Wilhelm Reich (Сексуальный бастион, разум и безумие Вильгельма Райха, 1973, эссе) ISBN 3-499-22435-6
- Oidipous Oidipous (1972, пьеса)
- De Verteller (1970, роман)
- Bericht aan de Rattenkoning (1966, эссе)
- De Zaak 40/61 (Дело 40/61, 1962, репортаж о процессе Эйхмана из Иерусалима) ISBN 3-7466-8016-6
- Zelfportret met Tulband (Автопортрет с Тюрбаном, 1961, автобиографический роман) ISBN 3-499-13887-5
- Tanchelijn (1960, пьеса)
- Het Stenen Bruidsbed (Брачное ложе из камня, 1959, роман) ISBN 3-518-22192-2

Перевод: Каменное брачное ложе. М. : Текст, 2008. 187, [3] с. ISBN 978-5-7516-0756-2.
- Het Zwarte Licht (1956, роман)
- De Sprong der Paarden en de Zoete Zee (1955, новелла)
- De Diamant (1952, роман)
- Archibald Strohalm (1951, роман)
- Die Säulen des Herkules (эссе) ISBN 3-499-22449-6

## Экранизации
- 1979 — «Женщина + женщина» (Twee vrouwen) — режиссёр George Sluizer
- 1986 — «Нападение», по роману Расплата — режиссёр Фонс Радемакерс. Эта экранизация получила в 1987 «Оскара» как лучший фильм на иностранном языке.
- 2001 — «Открытие небес» (De ontdekking van de hemel) — режиссёр Йерун Краббе